# Reynaldo Gianecchini
Reynaldo Gianecchini (Birigui, São Paulo, 12 de noviembre de 1972) es un actor y modelo brasileño.

## Carrera
Comenzó a actuar a los 6 años de edad, cuando estaba en el colegio en su natal Birigüi, São Paulo. Se graduó de abogado de la Pontificia Universidad Católica de São Paulo en 1997, sin embargo, nunca ha ejercido como tal.
Su primera actuación fue en una telenovela del prestigiado horario estelar de TV Globo, Lazos de familia de Manoel Carlos, como protagonista, siendo criticado. Después, sobre la base de experiencia y estudio, ha llegado a ser respetado por sus actuaciones en la televisión y el teatro. En el horario estelar, también interpretó el papel protagonista en Esperança y Lei do Amor y el papel antagonista en Passione y A Dona do Pedaço. En otros horarios, fue el protagonista en Da Cor do Pecado, mayor éxito de audiencia del horario en siglo XXI y la más vendida novela de Globo en el extranjero hasta 2012, y en Sete Pecados, además del antagonista en Verdades Secretas, telenovela de las 11 ganadora de los Premios Emmy.

## Vida privada
Estuvo casado con la periodista Marília Gabriela hasta el 27 de octubre de 2006, cuando anunciaron su separación.
En 2007 estuvo en pareja con la hija del cantante Gilberto Gil, la también cantante Preta Gil, pero la relación no duro mucho tiempo.
En agosto de 2011 le fue diagnosticado un cáncer linfático, su padre falleció del mismo diagnóstico el mismo año de su detección (de Reynaldo), y realizó el tratamiento contra esta enfermedad en São Paulo. El 26 de agosto fue dado de alta.
En 2019 se declaró pansexual, afirmando que tuvo relaciones con hombres y mujeres.

## Filmografía

### Televisión
| Año  | Título                | Personaje                                       |
| ---- | --------------------- | ----------------------------------------------- |
| 2000 | Lazos de familia      | Eduardo de Albuquerque Monteiro Fernandes (Edu) |
| 2001 | As Filhas da Mãe      | Ricardo Brandão                                 |
| 2002 | Tierra Esperanza      | Tony                                            |
| 2003 | Mujeres apasionadas   | Ricardo                                         |
| 2004 | El color del pecado   | Paco Lambertini / Apolo Sardinha                |
| 2005 | Belíssima             | Pascoal da Silva                                |
| 2007 | Siete pecados         | Dante Florentino                                |
| 2010 | Passione              | Frederico "Fred" Lobato                         |
| 2011 | Cuento encantado      | Mensajero del Rey Augusto                       |
| 2012 | Encantadoras          | Él mismo                                        |
| 2012 | ¿Pelea o amor?        | Orlando "Nando" Cardoso                         |
| 2014 | La sombra de Helena   | Cadú Fernandes                                  |
| 2015 | Verdades Secretas     | Anthony Mariano                                 |
| 2016 | A Lei do Amor         | Pedro Leitão                                    |
| 2019 | A Dona do Pedaço      | Régis Mantovani                                 |
| 2022 | Buenos días, Verônica | Matias Carneiro                                 |

### Cine
| Año  | Título                                   | Personaje       | Nota(s)           |
| ---- | ---------------------------------------- | --------------- | ----------------- |
| 2002 | Avassaladoras                            | Thiago          |                   |
| 2005 | Robots                                   | Rodney Hojalata | Doblaje portugués |
| 2007 | Primo Basílio                            | Jorge           |                   |
| 2008 | Sexo com Amor?                           | Rafael          |                   |
| 2009 | Entre Lençóis                            | Roberto         |                   |
| 2009 | Divã                                     | Théo            |                   |
| 2009 | Flordelis - Basta Uma Palavra Para Mudar | Alex            |                   |
| 2013 | Se Puder... Dirija!                      | André           |                   |
| 2014 | S.O.S Mulheres ao Mar!                   | André           |                   |

## Teatro
1. Cacilda - dirigida por José Celso Martínez
2. Boca de Oro - dirigida por José Celso Martínez
3. El Príncipe de Copacabana - dirigida por Gerald Thomas
4. La Pieza Sobre el Bebé
5. Su Excelencia, el candidato
6. Placer dulce, dirigida por Marilia Pera
7. Adaptación cruel, de los acreedores, de August Strindberg, dirigida por Elías Andreato

## Premios y nominaciones
1. 2000 - Mejor del Año (Domingão hacer Faustão) al Mejor Actor Revelación por Lazos de familia.
2. 2000 - Trofeo de Internet (SBT) de Novato del Año por Lazos de familia.
3. 2002 - Master Award al Mejor Actor por Esperanza.
4. 2002 - Premio Contigo! Mejor par romántico con Priscila Fantin.
5. 2004 - Premio Contigo! Mejor Pareja Romántica de Color del pecado, con Thais Araujo.
6. 2005 - Leo Lobo Trofeo Actor de Reparto por Bella.
7. 2006 - Mis premios Nick de Actor Favorito por Bella.
8. 2006 - Premio de Brasil de Calidad al Mejor Actor de Reparto por Bella.